# Синчилин, Василий Ильич
Василий Ильич Синчилин — советский военный и государственный деятель, генерал-майор танковых войск.

## Биография
Родился в 1915 году на руднике Карла Маркса. Член КПСС.
Окончил Высшее бронетанковое училище.
В Красной армии — с 1932 года, участник советско-финской войны и Великой Отечественной войны
В 1941—1943 — командир танкового батальона 22-й танковой бригады, командир танкового батальона, заместитель начальника штаба по оперативной работе 45-й танковой бригады, командир 250-го отдельного танкового батальона 45-й танковой бригады.
В 1943—1945 — командир учебно-опытного танкового батальона научно-испытательного танкового полигона Главного бронетанкового управления Красной Армии.
В 1957—1960 — командир 193-й танковой дивизии.
В 1960—1975 — военный комиссар Минской области.
В 1975—1990 — заведующий сектором военно-патриотического воспитания Белорусского государственного музея истории Великой Отечественной войны.
Депутат Верховного Совета Белорусской ССР/Белоруссии 12-го созыва (1990—1993).
Умер в 2002 году в Минске.

## Награды
- Орден Ленина(1940)
- Орден Красного Знамени (1952)
- Орден Отечественной войны I степени (1985)
- Орден Отечественной войны II степени (1945)
- Орден Трудового Красного Знамени (1967)
- Орден Красной Звезды (1947)
- Орден За службу Родине в Вооружённых Силах СССР 3 степени (1975)